# (10149) Cavagna
(10149) Cavagna  es un asteroide perteneciente al cinturón de asteroides, descubierto el 3 de agosto de 1994 por Maura Tombelli y Andrea Boattini desde el Observatorio Astronómico de las Montañas de Pistoia, en Italia.

## Designación y nombre
Cavagna se designó inicialmente como 1994 PA.
Más adelante fue nombrado en honor al astrónomo italiano  Marco Cavagna (1958-2005).

## Características orbitales
Cavagna orbita a una distancia media del Sol de 2,1811 ua, pudiendo acercarse hasta 2,1211 ua y alejarse hasta 2,2410 ua. Tiene una excentricidad de 0,0274 y una inclinación orbital de 6,1196° grados. Emplea en completar una órbita alrededor del Sol 1176 días.

## Características físicas
Su magnitud absoluta es 15,2. Tiene 2,228 km de diámetro. Su albedo se estima en 0,356.